# Стари Лог (Кочевје)
Стари Лог (словен. Stari Log) је насељено место у општини Кочевје, регија Југоисточна Словенија, Словенија.

## Историја
До територијалне реорганизације у Словенији био је у саставу старе општине Кочевје.

## Становништво
У попису становништва из 2011. године, Стари Лог је имао 70 становника.
| Број становника према пописима | Број становника према пописима | Број становника према пописима |
| ------------------------------ | ------------------------------ | ------------------------------ |
| 1991                           | 2002                           | 2011                           |
| 61                             | 58                             | 70                             |

## Галерија
- сеоско гробље
- надгробни споменици
- пејзаж
- некадашња црква „Света Марјета“, запаљена од партизана 1943. године, остаци уклоњени 1955. године
- заселок Козице
- засеок Козице, остаци цркве "Свети Илија"